# غاريت تمبل
غاريت تمبل (بالإنجليزية: Garrett Temple)‏ مواليد 8 مايو 1986 في باتون روج، هو لاعب كرة سلة أمريكي بدأ مسيرته الاحترافية في سنة 2009 يلعب مع فريق واشنطن ويزاردز في الرابطة الوطنية لكرة السلة كلاعب هجوم خلفي ويحمل الرقم 17. يبلغ طوله 6 قدم 6 بوصة (2.0 م).

## فرق لعب لها
- هيوستن روكتس
- سكرامنتو كينغز
- سان أنطونيو سبرز
- ميلووكي باكز
- شارلوت هورنتس

## إحصائيات المسيرة

### الموسم الاعتيادي
| السنة   | الفريق           | لعب | بدأ | دقيقة | ميداني% | ثلاثية | حرة   | ارتداد | صنع | استلاب | تصدي | نقطة |
| ------- | ---------------- | --- | --- | ----- | ------- | ------ | ----- | ------ | --- | ------ | ---- | ---- |
| 2009–10 | هيوستن روكتس     | 9   | 0   | 13.1  | .448    | .250   | .667  | 1.6    | .8  | .4     | .4   | 5.0  |
| 2009–10 | سكرامنتو كينغز   | 5   | 0   | 4.6   | .375    | .000   | 1.000 | .6     | .4  | .2     | .0   | 2.2  |
| 2009–10 | سان أنطونيو سبرز | 13  | 4   | 14.8  | .438    | .435   | .667  | 1.1    | .9  | .6     | .2   | 6.2  |
| 2010–11 | سان أنطونيو سبرز | 3   | 0   | 7.0   | .200    | .000   | .000  | .7     | .7  | .3     | .3   | .7   |
| 2010–11 | ميلووكي باكز     | 9   | 0   | 9.2   | .333    | .300   | .000  | .7     | .7  | .1     | .1   | 1.9  |
| 2010–11 | شارلوت هورنتس    | 12  | 0   | 10.5  | .286    | .269   | .636  | 1.3    | 2.0 | .8     | .3   | 3.2  |
| 2012–13 | واشنطن ويزاردز   | 51  | 36  | 22.7  | .407    | .325   | .703  | 2.4    | 2.3 | 1.0    | .3   | 5.1  |
| 2013–14 | واشنطن ويزاردز   | 75  | 0   | 8.5   | .362    | .207   | .698  | .9     | 1.0 | .5     | .1   | 1.8  |
| 2014–15 | واشنطن ويزاردز   | 52  | 18  | 14.1  | .400    | .375   | .729  | 1.7    | 1.1 | .8     | .2   | 3.9  |
| 2015–16 | واشنطن ويزاردز   | 80  | 43  | 24.4  | .398    | .345   | .728  | 2.7    | 1.8 | .9     | .2   | 7.3  |
| المسيرة |                  | 309 | 101 | 16.3  | .393    | .335   | .700  | 1.8    | 1.4 | .7     | .2   | 4.5  |

### التصفيات
| السنة   | الفريق           | لعب | بدأ | دقيقة | ميداني% | ثلاثية | حرة   | ارتداد | صنع | استلاب | تصدي | نقطة |
| ------- | ---------------- | --- | --- | ----- | ------- | ------ | ----- | ------ | --- | ------ | ---- | ---- |
| 2010    | سان أنطونيو سبرز | 6   | 0   | 2.5   | .333    | .333   | 1.000 | .3     | .3  | .2     | .0   | .7   |
| 2014    | واشنطن ويزاردز   | 10  | 0   | .9    | 1.000   | 1.000  | .000  | .0     | .0  | .0     | .0   | .5   |
| 2015    | واشنطن ويزاردز   | 4   | 0   | 6.5   | .167    | .000   | .625  | .8     | .3  | .5     | .0   | 1.8  |
| المسيرة |                  | 20  | 0   | 2.5   | .364    | .286   | .667  | .3     | .2  | .2     | .0   | .8   |

## روابط خارجية
- غاريت تمبل على موقع إن بي أي (الإنجليزية)
- غاريت تمبل على موقع سبورتس رفرنس (الإنجليزية)
- غاريت تمبل على موقع كرة السلة الأوروبية.كوم (الإنجليزية)
- غاريت تمبل على موقع إي إس بي إن.كوم (الإنجليزية)
- غاريت تمبل على موقع كلية كرة السلة في سبورتس رفرنس.كوم (الإنجليزية)
- غاريت تمبل على موقع ريلجم (الإنجليزية)
- غاريت تمبل على موقع بروبوليرز (الإنجليزية)
- غاريت تمبل على موقع سبورتس رفرنس (الإنجليزية)
- غاريت تمبل على موقع سبورتس رفرنس (الإنجليزية)